# Ricardo Peláez
Ricardo Peláez Linares (Mexikóváros, 1963. március 14. –) mexikói válogatott labdarúgó.

## Pályafutása

### Klubcsapatban
Pályafutását a Club América csapatában kezdte 1985-ben. 1987 és 1997 között a Club Necaxa játékosaként 352 mérkőzésen lépett pályára és 138 alkalommal volt eredményes. Ezt követően visszatért a Club Américához, majd 1998 telén a Guadalajara igazolta le, ahol 2000-ig játszott.

### A válogatottban
1989 és 1999 között 43 alkalommal szerepelt a mexikói válogatottban és 16 gólt szerzett. Részt vett az 1996-os CONCACAF-aranykupán és az 1998-as világbajnokságon, ahol két csoportmérkőzésen is betalált, ezzel hozzásegítette csapatát Dél-Korea 3–1-es legyőzéséhez és a Hollandia elleni 2–2-es döntetlenhez.

## Sikerei, díjai
Club América
- Mexikói bajnok (1): Prode-85

Club Necaxa
- Mexikói bajnok (2): 1994–95, 1995–96
- Mexikói kupa (1): 1994–95
- Mexikói szuperkupa (1): 1995
- Kupagyőztesek CONCACAF-kupája (1): 1994

Mexikó
- CONCACAF-aranykupa (1): 1996

## Külső hivatkozások
- Ricardo Peláez – a FIFA adatbázisában
- Ricardo Peláez adatlapja a National-Football-Teams.com oldalon (angolul)

- Ricardo Peláez (spanyol nyelven). mediotiempo.com. [2018. április 12-i dátummal az eredetiből archiválva]. (Hozzáférés: 2018. április 12.)